# Blaze (filme)
Blaze (bra: Blaze - O Escândalo; prt: Blaze, Amor Proibido) é um filme biográfico estadunidense de 1989, dirigido por Ron Shelton. O roteiro foi adaptado do livro de memórias de 1974 Blaze Starr: My Life as Told to Huey Perry, de Blaze Starr e Huey Perry.O filme recebeu críticas mistas.

## Elenco
- Paul Newman...Governador Earl Long
- Lolita Davidovich...Blaze Starr
- Jerry Hardin...Thibodeaux
- Gailard Sartain...LaGrange
- Jeffrey DeMunn...Eldon Tuck
- Richard Jenkins...Picayune
- Brandon Smith...Arvin Deeter
- Robert Wuhl...Red Snyder
- James Harper...Willie Rainach
- Rod Masterson...repórter do Alexandria Daily Town Talk

## Sinopse
Na década de 1950, a jovem Belle deixa a cidade natal Twelvepole Creek, região rural da Virgínia, para realizar seu sonho de se tornar cantora. Ela é enganada por um empresário de espetáculos burlescos e acaba se tornando a dançarina exótica Blaze Starr. Mudando-se para Louisiana, ela se apresenta nos cabarés da Bourbon Street e desperta o interesse do impulsivo governador do estado, Earl Long, frequentador assíduo daqueles locais. Os dois logo se tornam amantes e o caso começa a ser explorado como escândalo pela imprensa, principalmente quando o governador tenta a reeleição em 1960, e é internado em um hospício pelos seus inimigos políticos.